# Дом Нарышкиных
Особняк Трубецких-Нарышкиных — здание на улице Чайковского (дом 29) в Санкт-Петербурге, памятник архитектуры конца XVIII века. Наиболее известен огромным кладом, найденным в 2012 году.

## История
Строительство одноэтажного особняка велось в 1779—1780 гг. При этом для строительства дома потребовалось 438 200 штук кирпича и 2512 бочек извести (каждая по 20 пудов). Первым владельцем стал русский генерал Абрам Петрович Ганнибал. Там же жили и его сыновья — П. А. Ганнибал и И. А. Ганнибал. После смерти Абрама Петровича дом перешёл к его старшему сыну Ивану.
Со временем особняк перешёл в собственность сенатора И. Н. Неплюева. После смерти сенатора в 1823 году в доме поселилась его дочь Мария вместе с мужем, поручиком Е. П. Енгалычевым. Затем в 1855 году особняк перешёл во владение князя П. Н. Трубецкого и его жены Е. Э. Белосельской-Белозерской. Для них в 1855—1856 гг. по проекту Г. А. Боссе особняк был перестроен. Очередная перестройка здания происходила в 1875—1876 гг. по проекту архитектора Р. А. Гедике: особняк был расширен, перепланирован; сад уничтожен; интерьеры и фасады созданы заново.
В середине 1870-х годов новым владельцем участка стал В. Л. Нарышкин, чиновник Министерства иностранных дел, а после его смерти — старший сын Александр. Наконец, последним владельцем стал поручик Гусарского лейб-гвардии полка Сергей Сергеевич Сомов — участник Первой мировой и Гражданской войн. Он был женат на Наталье Васильевне Нарышкиной — дочери владельца особняка на улице Чайковского.

## Современносnь
В 2009 году группа «Интарсия» приобрела здание в собственность для проведения ремонтно-реставрационных работ с целью приспособления под административно-деловую функцию особняк Трубецкого на улице Чайковского. В ходе ремонтных работ был обнаружен клад, состоящий из серебряной посуды и фамильных драгоценностей.
В 2024 году недвижимость обанкротившейся реставрационной компании «Интарсия», в собственности которой находился особняк Трубецких-Нарышкиных на улице Чайковского, была выставлена на торги. Здание состоит из восьми основных помещений: зал Трубецких, зал Нарышкиных, Зеркальный зал, Петровский зал, Васильевский зал, Розовая гостиная, Золотая гостиная, зал княжны Орбелиани.

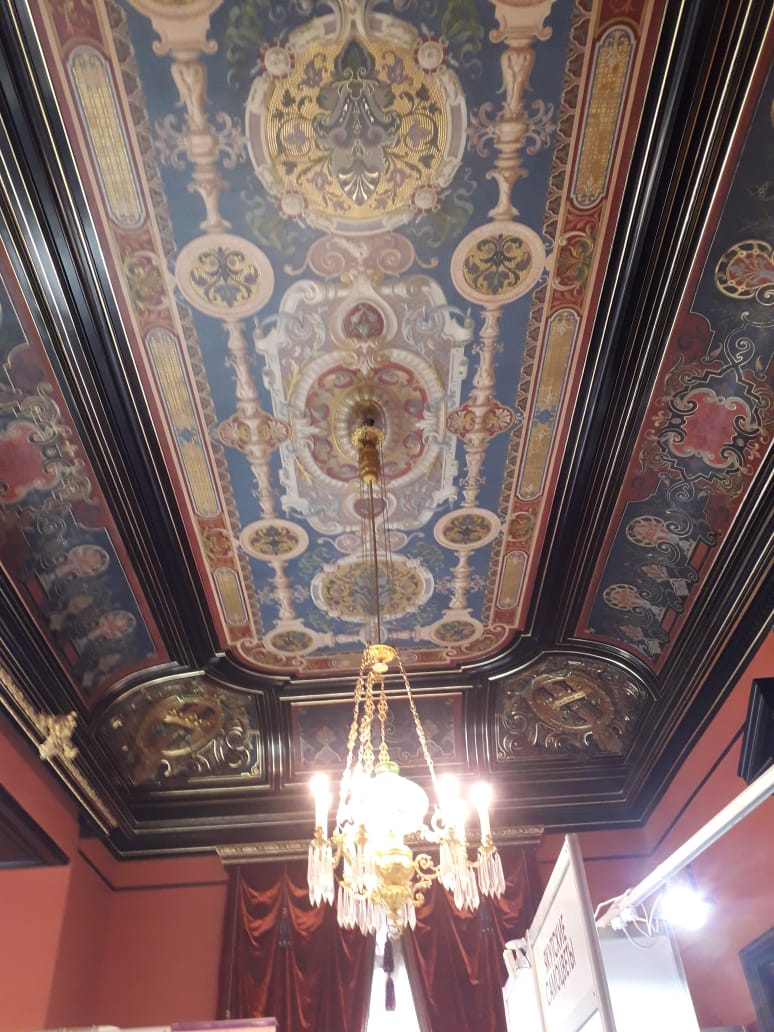
Интерьер
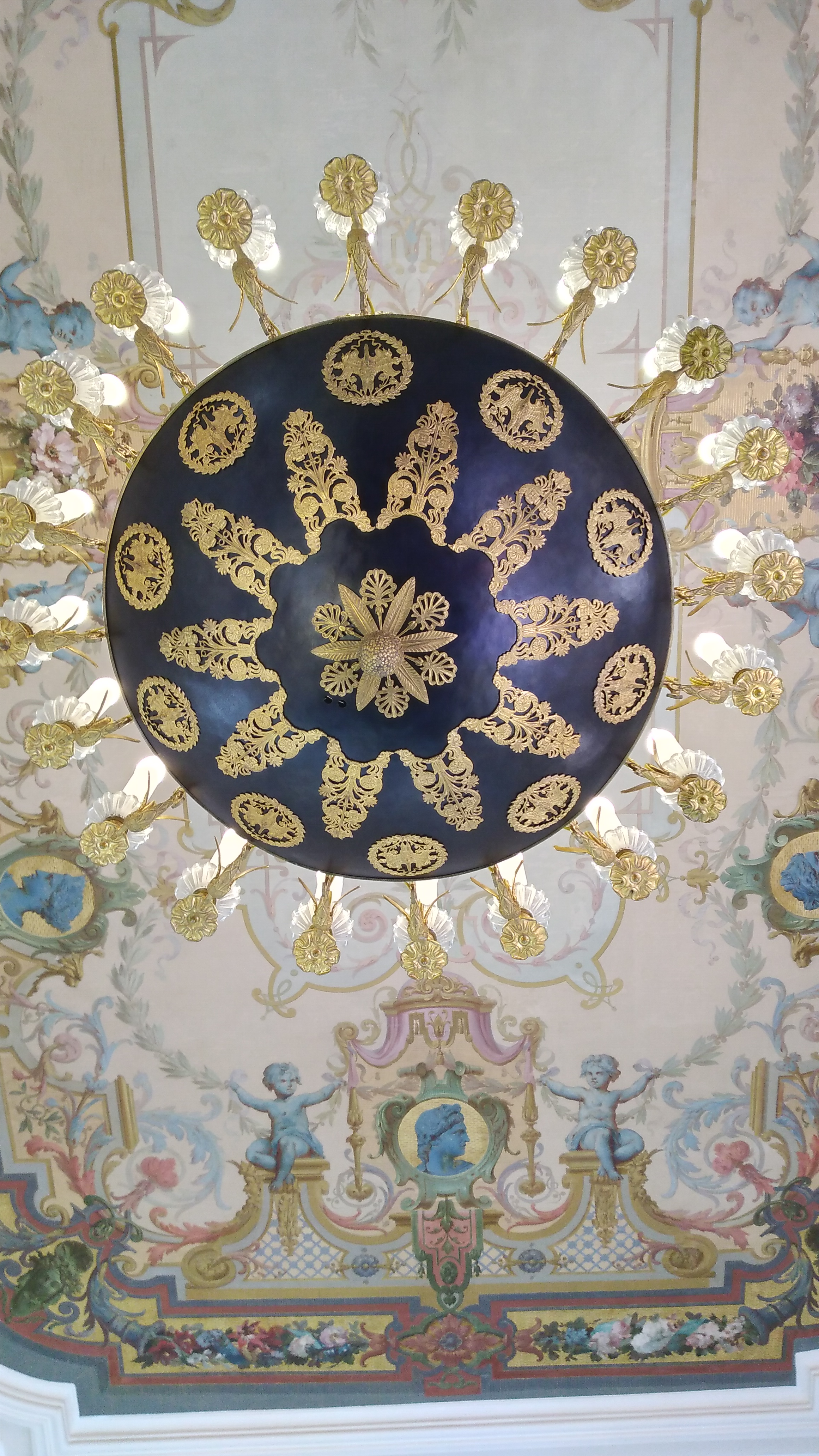
Люстра и расписной потолок
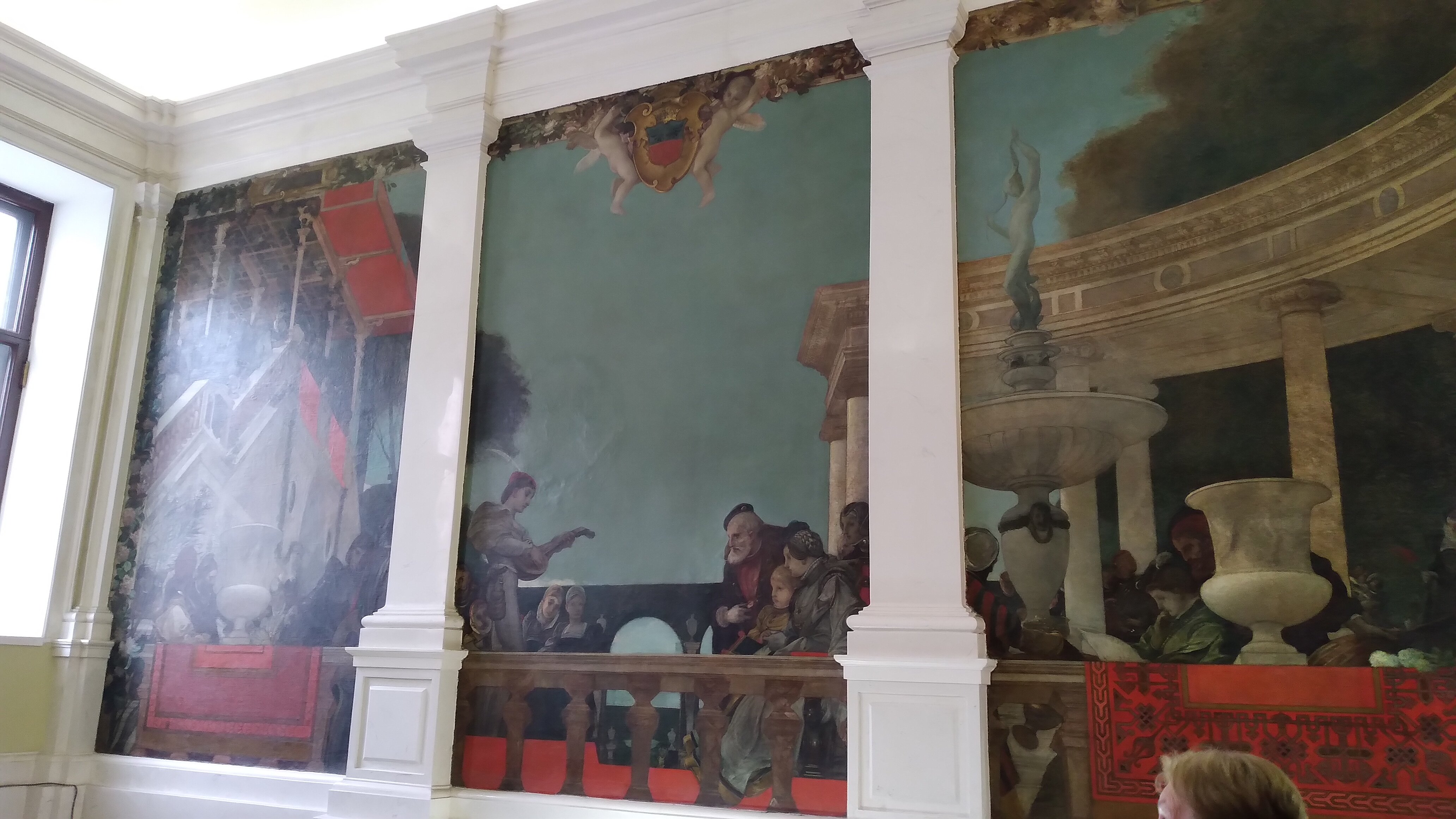
Роспись на стене

## Клад Нарышкиных
В конце марта 2012 года, во время реконструкции особняка рабочие, вскрыв полы между вторым и третьим этажами флигеля, обнаружили ценный клад. Установлено, что клад принадлежал последним владельцам дома — Сомову С. С. (1888—1976 гг.) и его супруге Н. В. Сомовой (Нарышкиной) (1891—1978 гг.), которые в 1917 году покинули Россию и до конца жизни проживали во Франции.
В состав клада входили три старинных сервиза в полной комплектации, состоящие из нескольких тысяч составляющих. В отдельной коробке лежали личные ювелирные украшения, а также ордена и медали, памятные знаки, наградные документы, часы и туалетные приборы. Всего найдено 2168 предметов искусства из драгоценных металлов, общим весом 412 кг, на вещах были обнаружены фамильные гербы Нарышкиных и Сомовых. Стоимость клада была оценена в €4 млн или 189 542 000 руб., половину его стоимости получат три частные компании — владельцы особняка.
Предметы изготовлены из серебра и золота различной пробы, есть даже украшение из платины — небольшая заколка для волос. Изготовлены лучшими ювелирными мастерскими XVIII—XIX веков: европейскими — Aucoc Aine, Falize, Harleux, Parisot, Touron, Queille; и русскими — братьев Грачёвых, Павла Овчинникова, Ивана Хлебникова, Игнатия Сазикова, Ф. М. Варыпаева, А. Ю. Kейбеля..
Летом 2012 года антикварные предметы были впервые продемонстрированы в Константиновском дворце. В 2013 году часть предметов из клада Нарышкиных экспонировалась в Павловском ГМЗ. В 2018 году было принято решение о передаче всего клада на постоянное хранение в музейный фонд ГМЗ Царское Село. В 2019 году в Екатерининским дворце открылась выставка «Фамильное серебро дворянского рода. Клад из особняка Нарышкиных». В экспозицию вошли более 700 предметов из серебра и золота конца XVIII — начала XX века, центральное место в которой занял парадный столовый сервиз работы Игнатия Сазикова, состоящий из более 200 серебряных предметов.

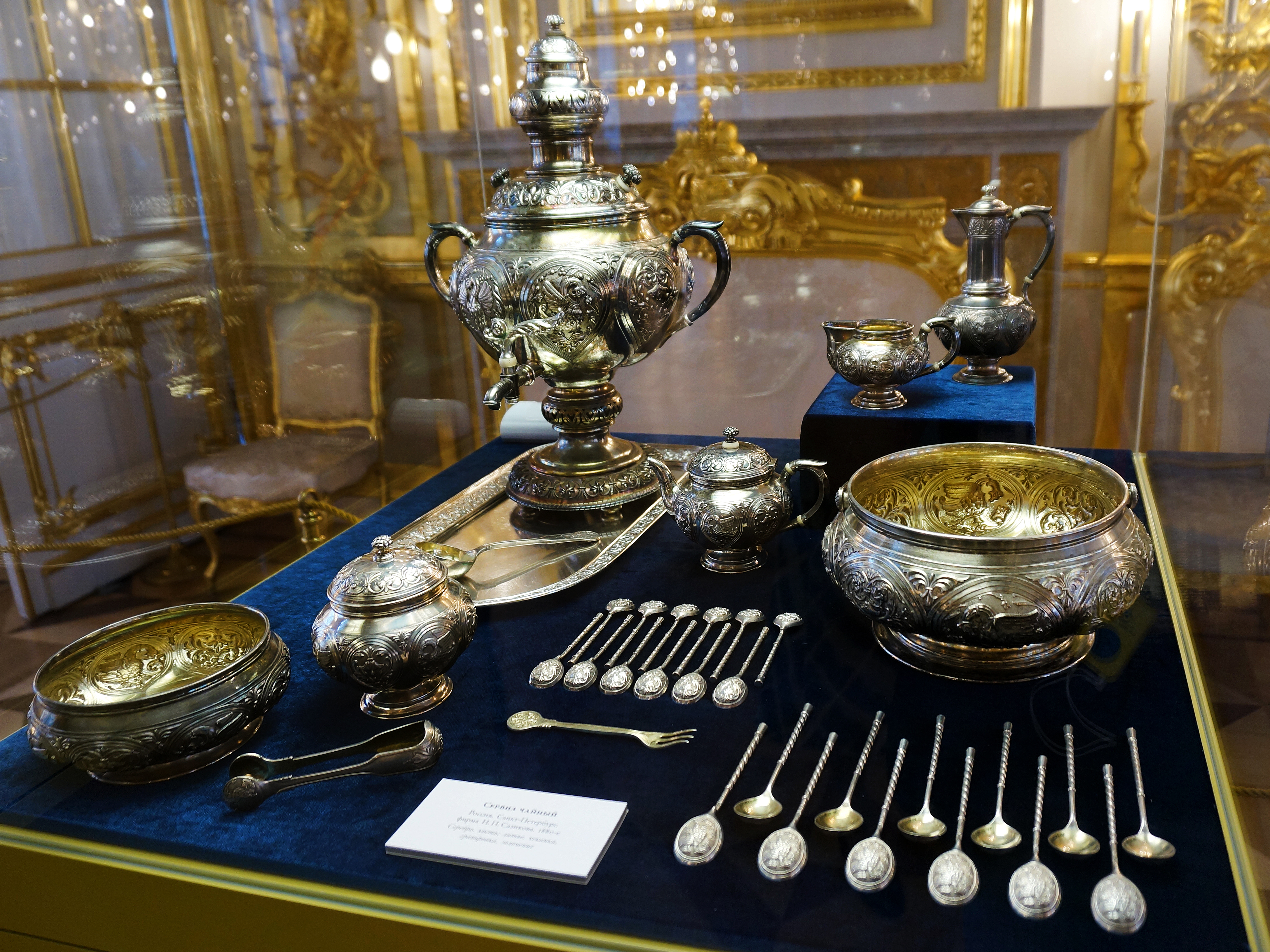
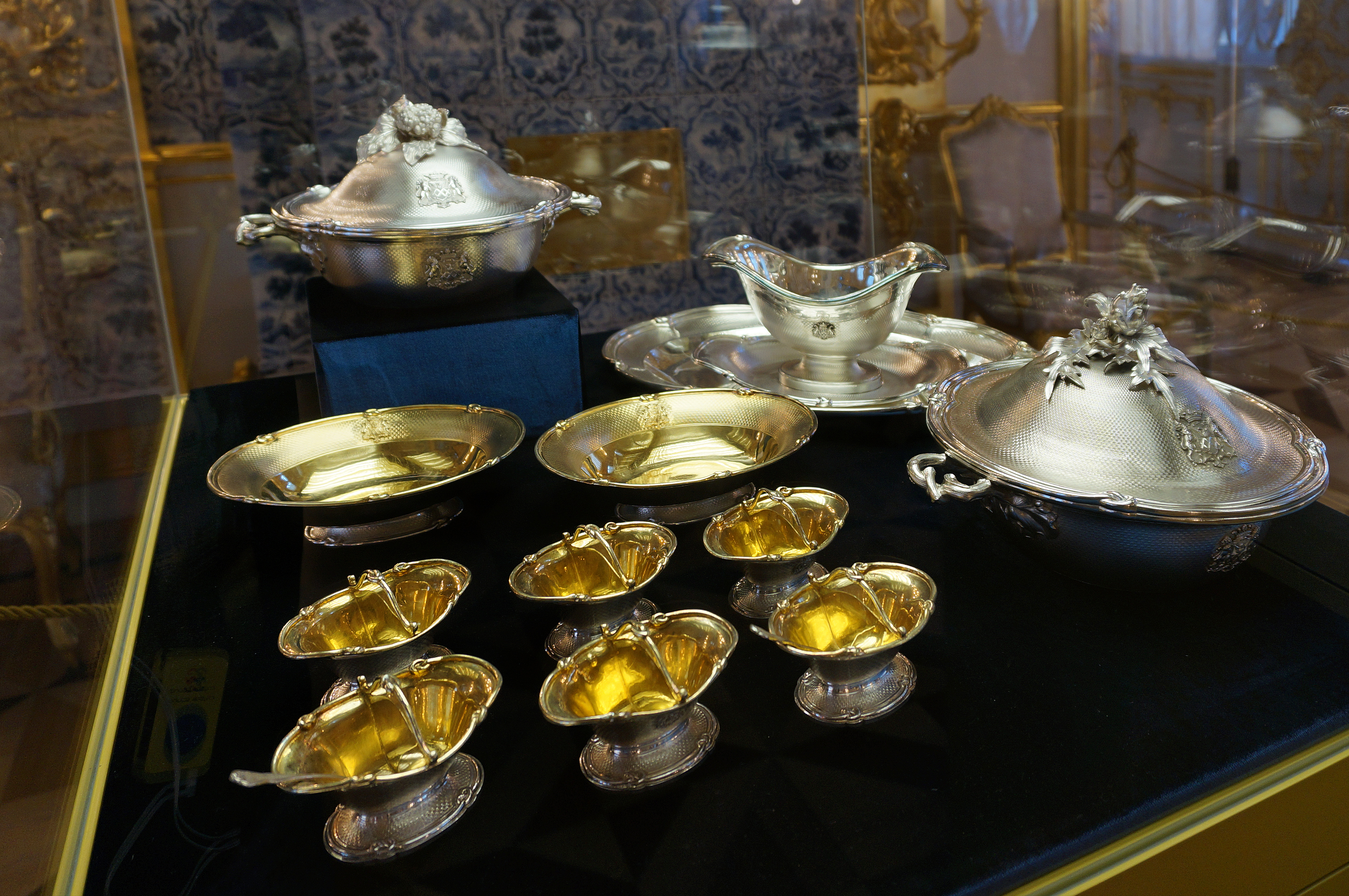
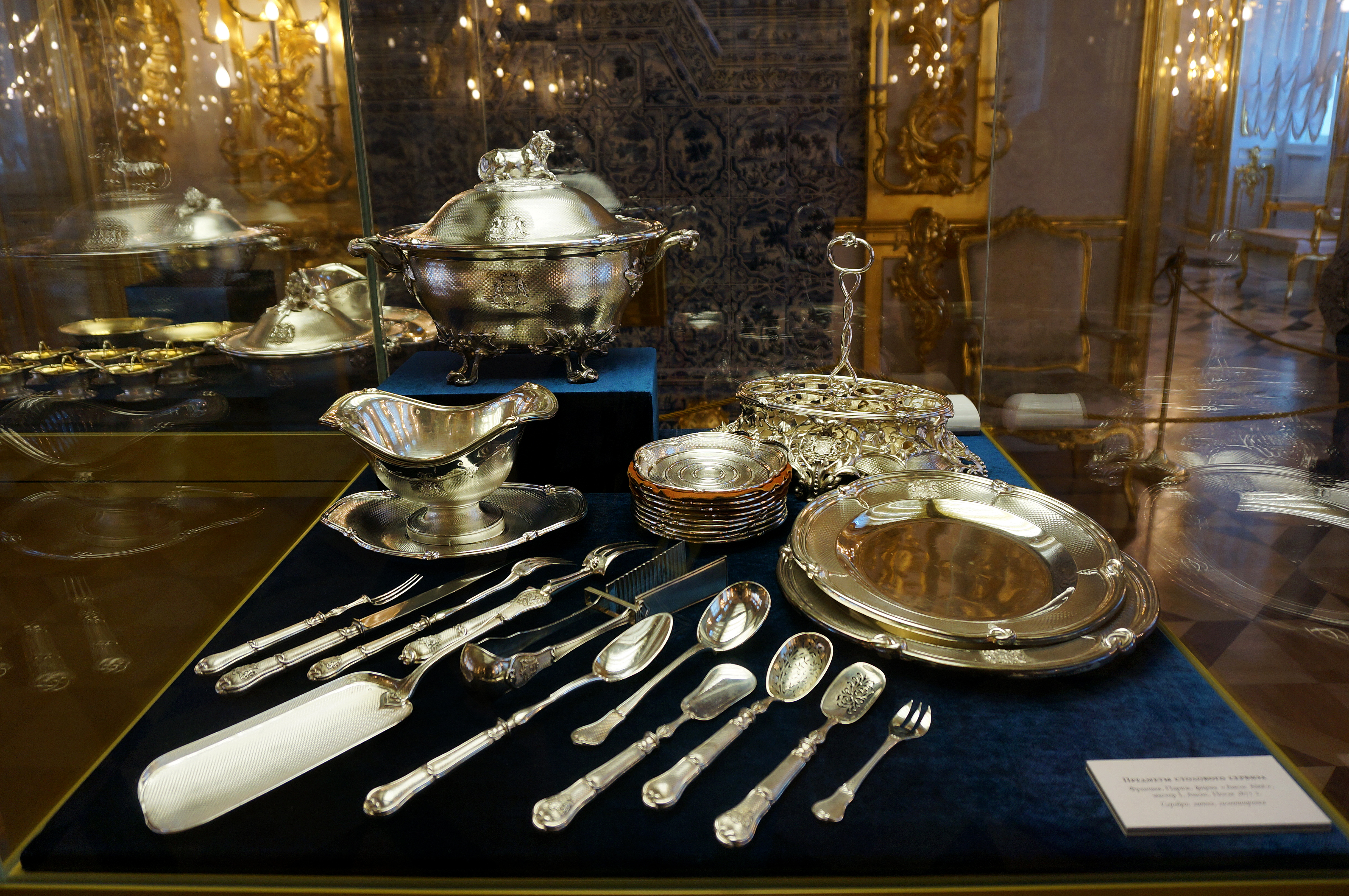